# À chaque frère
À chaque frère è l'album di debutto del rapper francese Youssoupha, pubblicato il 19 marzo 2007.
Descritto da Youssoupha come un rap consapevole, questo album, lontano dai cliché ricorrenti, è stato annunciato come una delle speranze del rap francese. Riconosciuto per la qualità della sua scrittura, Youssoupha attualizza un rap ponderato, che contrasta con l'ambient gangsta rap, e i cui testi denunciano problemi reali, presenti nella nostra società. Da allora questo disco è stato riconosciuto come un classico del rap francese.

## Tracce
1. À chaque frère
2. Ma destinée
3. Les apparences nous mentent
4. Macadam
5. Dangereux
6. Les meilleurs ennemis (feat. Diam's)
7. Nouveau désordre
8. Ma sueur et mes larmes (feat. Mike Genie (Bana Kin))
9. One love
10. Scénario
11. En marge (feat. S-Pi)
12. Dans une autre vie
13. Le monde est à vendre (feat. Kool Shen)
14. Rendons à Césaire...
15. Classique (plus rien ne m'étonne)
16. Éternel recommencement

## Fonti
- https://genius.com/albums/Youssoupha/A-chaque-frere